# Ульф Дален
Ульф Дален (швед. Ulf Dahlén; 21 січня 1967, м. Естерсунд, Швеція) — шведський хокеїст, правий нападник. 
Вихованець хокейної школи ХК «Естерсунд». Виступав за «Б'єрклевен» (Умео), «Нью-Йорк Рейнджерс», «Міннесота Норз-Старс», «Даллас Старс», «Сан-Хосе Шаркс», «Чикаго Блекгокс», ГВ-71 (Єнчопінг), «Вашингтон Кепіталс».
В чемпіонатах НХЛ — 966 матчів (301+354), у турнірах Кубка Стенлі — 85 матчів (15+25). В чемпіонатах Швеції — 107 матчів (36+52), у плей-оф — 11 матчів (7+5).
У складі національної збірної Швеції учасник зимових Олімпійських ігор 1998 і 2002 (8 матчів, 2+2), учасник чемпіонатів світу 1989, 1993, 1998 і 2002 (35 матчів, 15+9), учасник Кубка Канади 1991 (6 матчів, 2+1), учасник Кубка світу 1996 (4 матчі, 1+1). У складі молодіжної збірної Швеції учасник чемпіонатів світу 1986 і 1987. У складі юніорської збірної Швеції учасник чемпіонату Європи 1985.
Досягнення
- Чемпіон світу (1998), бронзовий призер (2002)
- Чемпіон Швеції (1987)
- Бронзовий призер молодіжного чемпіонату світу (1987)
- Переможець юніорського чемпіонату Європи (1985).

Тренерська кар'єра
- Помічник головного тренера «Даллас Старс» (2006—08, НХЛ)
- Головний тренер «Фрелунда» (Гетеборг) (2008—10, Елітсерія)
- Головний тренер ГВ-71 (Єнчопінг) (з 2011, Елітсерія)